# Liste der Baudenkmäler in Fuchsstadt
Auf dieser Seite sind die Baudenkmäler in der unterfränkischen Gemeinde Fuchsstadt zusammengestellt. Diese Tabelle ist eine Teilliste der Liste der Baudenkmäler in Bayern. Grundlage ist die Bayerische Denkmalliste, die auf Basis des Bayerischen Denkmalschutzgesetzes vom 1. Oktober 1973 erstmals erstellt wurde und seither durch das Bayerische Landesamt für Denkmalpflege geführt wird. Die folgenden Angaben ersetzen nicht die rechtsverbindliche Auskunft der Denkmalschutzbehörde.
 Diese Liste gibt den Fortschreibungsstand vom 15. April 2020 wieder und enthält achtzehn Baudenkmäler.

## Baudenkmäler
| Lage                                               | Objekt                                                        | Beschreibung | Akten-Nr.               | Bild           |
| -------------------------------------------------- | ------------------------------------------------------------- | --- | ----------------------- | -------------- |
| Am Kiegel (Standort)                               | Kreuzdachbildstock                                            | Reliefaufsatz mit Darstellungen der Kreuzigung, des Auferstandenen, Heiliger Petrus und Inschrift, auf abgefastem Pfeiler mit Wappenrelief, Sandstein, bezeichnet mit „1568“ und „1776“.                                                 | D-6-72-124-14 Wikidata  | BW             |
| Am Kohlenberg (Standort)                           | Bildstock                                                     | Reliefaufsatz mit Kreuzigungsszene und Kreuzbekrönung, Rückseite betende Stifter vor Kreuz, auf Rundsäule mit Postament, über Tischsockel, Sandstein, bezeichnet mit „1645“.                                                             | D-6-72-124-11 Wikidata  | weitere Bilder |
| Bendel (Standort)                                  | Bergkapelle, sogenannte Erlöserkapelle bzw. Kohlenbergkapelle | Muschelkalkquaderbau mit rundem Chorschluss, seitlichem Giebelreiter und Schindeldach, von Georg. W. Buchner, 1935; darin Sandsteinfigur des Evangelisten Johannes, 1758 (ursprünglich bei Hauptstraße 8).                               | D-6-72-124-20 Wikidata  | weitere Bilder |
| Bendel (Standort)                                  | Kreuzweg                                                      | Pfeilerartige Stationen mit Reliefs, Muschelkalk, von Ludwig und Otto Sonnleitner, 1950–54. | D-6-72-124-20 zugehörig | weitere Bilder |
| Nähe Friedhofstraße (Standort)                     | Friedhofskreuz                                                | Kruzifix auf konischem Sockel mit Inschriftenkartusche, am Kreuzesfuß trauernde Muttergottes, Sandstein, bezeichnet mit „1853“. | D-6-72-124-2 Wikidata   | weitere Bilder |
| Nähe Friedhofstraße (Standort)                     | Ölberggruppe                                                  | Christus mit drei schlafenden Jüngern und Gottvater-Relief, in die Friedhofswand eingelassen, Sandstein, wohl um 1530. | D-6-72-124-2 zugehörig  | weitere Bilder |
| Nähe Friedhofstraße (Standort)                     | St.-Nepomuk-Statue                                            | Sandstein, 1753, transloziert von der Saalebrücke zwischen Fuchsstadt und Hammelburg. | D-6-72-124-2 zugehörig  | BW             |
| Nähe Friedhofstraße (Standort)                     | Kreuzweg                                                      | Vierzehn Stationen mit Relieftafeln, segmentbogigem Abschluss über Postament mit Inschrift, Sandstein, 1887. | D-6-72-124-2 zugehörig  | weitere Bilder |
| Nähe Frühlingstraße (Standort)                     | Kreuzschlepper                                                | Figur des kreuztragenden Christus auf rocaillegeschmücktem Postament mit Inschriftenkartusche, über Tischsockel mit Inschriftenkartusche, Sandstein, bezeichnet mit „1747“.                                                              | D-6-72-124-13 Wikidata  | BW             |
| Gründlein (Standort)                               | Wegkapelle                                                    | Teilweise steinsichtiger Sandsteinquaderbau mit Satteldach und medaillonartiger Schutzengeldarstellung im Relief, klassizistisch, im Inneren hölzerner Schnitzaltar, bezeichnet mit „1797“.                                              | D-6-72-124-12 Wikidata  | weitere Bilder |
| Heinig (Standort)                                  | Flurkreuz                                                     | Kruzifix auf Tischsockel mit Inschriftenkartusche, Sandstein, bezeichnet mit „1952“. | D-6-72-124-19 Wikidata  | BW             |
| Kirchstraße 2 (Standort)                           | Katholische Pfarrkirche Mariä Himmelfahrt                     | Saalbau mit eingezogenem Chor und nördlichem Chorturm mit Spitzhelm, Turmunterbau 13. Jahrhundert, Turmobergeschoss 17. Jahrhundert, Langhaus mit barocker Fassade von Johann Michael Fischer, 1766; mit Ausstattung.                    | D-6-72-124-1 Wikidata   | weitere Bilder |
| Nähe Kirchstraße (Standort)                        | Gadenanlage                                                   | Zumeist eingeschossige Massivbauten mit Hausteinmauerwerk, einige mit Fachwerkaufbauten, und Satteldächern, im Kern frühes 16. Jahrhundert, bezeichnet „1519“.                                                                           | D-6-72-124-1 zugehörig  | weitere Bilder |
| Kirchstraße 8 (Standort)                           | Ehemaliges Bauernhaus                                         | Zweigeschossiger Fachwerkeckbau mit Schopfwalm, bezeichnet mit „1827“. | D-6-72-124-5 Wikidata   | weitere Bilder |
| Kirchstraße 8 (Standort)                           | Einfriedung                                                   | Sandsteinquadermauerwerk mit Pforte, bezeichnet mit „1856“, mit Madonnenfigur. | D-6-72-124-5 Wikidata   | weitere Bilder |
| Kirchstraße 8 (Standort)                           | Prozessionsaltar                                              | Tabernakelförmiger Aufbau mit Relief des Allerheiligsten an der Rückwand, mit Bekrönungsfigur des Evangelisten Johannes (Originalfigur in der Kohlenbergkapelle), auf Sockel mit Inschriftenkartusche, Sandstein, bezeichnet mit „1758“. | D-6-72-124-5 Wikidata   | weitere Bilder |
| Kirchstraße 10 (Standort)                          | Hoftoranlage                                                  | Hoftor und Pforte, letztere mit ornamentiertem Sturz, darauf Kruzifix von Vasen flankiert, Sandstein, bezeichnet mit „1887“, neben der Pforte in Nische Sandsteinfigur der Immaculata, 18. Jahrhundert.                                  | D-6-72-124-4 Wikidata   | weitere Bilder |
| Kirchstraße 11 (Standort)                          | Ehemaliger Pfarrhof, ehemaliges Pfarrhaus, heute Pfarramt     | Zweigeschossiger Krüppelwalmdachbau, um 1800. | D-6-72-124-6 Wikidata   | weitere Bilder |
| Kirchstraße 11 (Standort)                          | Ehemaliger Pfarrhof, Portalpfeiler                            | Sandstein, gleichzeitig. | D-6-72-124-6 zugehörig  | weitere Bilder |
| Kirchstraße 14 (Standort)                          | Hoftoranlage                                                  | Hölzernes Tor und separate Fußgängerpforte, bezeichnet mit „1831“, über Pforte hölzerne Figur des heiligen Antonius, 18. Jahrhundert. | D-6-72-124-3 Wikidata   | BW             |
| Kissinger Straße; Nähe Kissinger Straße (Standort) | Bildstock                                                     | Reliefaufsatz mit Kreuzbekrönung und Kreuzigungsszene, Seiten mit Heiligen Petrus und Paulus, auf Vierkantschaft mit Echterwappen, über Sockel, Sandstein, bezeichnet mit „1600“.                                                        | D-6-72-124-10 Wikidata  | BW             |
| Nähe Kissinger Straße (Standort)                   | Bildstock                                                     | Reliefaufsatz mit Kreuzbekrönung und Darstellung der Marienkrönung und des heiligen Antonius auf Rückseite, auf Rundsäule über Postament, Sandstein, bezeichnet mit „1680“.                                                              | D-6-72-124-9 Wikidata   | weitere Bilder |
| Obere Dorfstraße 10 (Standort)                     | Ehemaliger Pfarrhof, Pfarrscheune                             | Eingeschossiger Massivbau mit einseitig abgewalmten Mansarddach, wohl gleichzeitig zu Kirchstraße 11. | D-6-72-124-6 zugehörig  | weitere Bilder |
| Reutgrund (Standort)                               | Kruzifix                                                      | Viernageltypus, auf quaderförmigem Inschriftensockel, Sandstein, bez. 190 | D-6-72-124-28           | BW             |
| Nähe Schweinfurter Straße (Standort)               | Bildstock                                                     | Reliefaufsatz mit Kreuzigungsszene, Rückseite mit Bischofsdarstellung, auf Rundsäule über Postament, auf Tischsockel mit Inschriftenkartusche, Sandstein, bezeichnet mit „1776“.                                                         | D-6-72-124-7 Wikidata   | BW             |
| Schweinfurter Straße (Standort)                    | Bildstock                                                     | Reliefaufsatz mit Kreuzbekrönung, sowie Kreuzigungsszene und Heiligem Johannes und Heiligem Petrus an den Seiten, auf Vierkantpfeiler mit Echterwappen, Sandstein, bezeichnet mit „1593“.                                                | D-6-72-124-8 Wikidata   | BW             |
| ()                                                 | Bildstock                                                     | Reliefaufsatz mit Kreuzbekrönung und Darstellung der Kreuzigung, auf Vierkantschaft mit Echterwappen, auf abgeschrägtem Sockel, Sandstein, bezeichnet „1592“.                                                                            | D-6-72-124-15 Wikidata  |                |

## Ehemalige Baudenkmäler
In diesem Abschnitt sind Objekte aufgeführt, die früher einmal in der Denkmalliste eingetragen waren, jetzt aber nicht mehr. Objekte, die in anderem Zusammenhang also z. B. als Teil eines Baudenkmals weiter eingetragen sind, sollen hier nicht aufgeführt werden. Aktennummern in diesem Abschnitt sind ehemalige, jetzt nicht mehr gültige Aktennummern.

| Lage                                     | Objekt                            | Beschreibung | Akten-Nr.              | Bild |
| ---------------------------------------- | --------------------------------- | --- | ---------------------- | ---- |
| Hauptstraße 9; Hauptstraße 11 (Standort) | Sogenanntes ehemaliges Herrenhaus | Zweigeteilter, verputzter Fachwerkbau, zweigeschossig mit massivem Sockel und Satteldächern, bezeichnet „1766“. | D-6-72-124-18 Wikidata | BW   |